# Philipp Wagner (Biologe)
Philipp Rüdiger Wagner (* 29. November 1973 in Hilden) ist ein deutscher Biologe und Herpetologe. Er wurde am Zoologischen Forschungsmuseum Alexander Koenig in Bonn ausgebildet und hat dort, bzw. an der Universität Bonn, auch promoviert. Nach einem Postdoc an der Villanova University, PA, USA, kehrte er für einen weiteren Postdoc an das Museum Koenig zurück. Danach übernahm er bis Mitte 2017 die Leitung der Bezirksgeschäftsstelle Oberfranken und des Naturmuseums UIZ Lindenhof des LBV bei Bayreuth. Seit Juli 2017 ist er Kurator für Forschung und Artenschutz am Allwetterzoo Münster.

## Leben
Philipp Wagner machte am mathematisch-naturwissenschaftlichen Otto-Hahn Gymnasium in Monheim Abitur und leistete anschließend Wehrersatzdienst an der Biologischen Station Urdenbacher Kämpe in Monheim. Von 1995 bis 2004 studierte er Biologie an der Universität Bonn und schloss mit dem Diplom ab. Seine Diplomarbeit schrieb er zur Systematik und Zoogeographie der Reptilienfauna der Kakamega Forest National Reserve in Kenia und begann anschließend mit seiner Dissertation unter Wolfgang Böhme am Museum Alexander Koenig. 2003 wirkte er bei der Konzeption und Aufbau der ornithologischen Schausammlung innerhalb der Dauerausstellung Unser blauer Planet mit.
Seit 2011 ist er auch 'Research Associate' an der Villanova University, PA, USA und war Ende 2011 Gastprofessor für Zoologie an der University of Herat, Afghanistan.
Wagner publiziert in Zeitschriften wie Nature, Nature Communications und Science sowie in herpetologischer Fachliteratur. Zudem ist er u. a. Editor der Zeitschriften Salamandra, Herpetology Notes, Tropical Zoology, Herpetozoa und Mertensiella.

## Forschung
Wagner forschte vor allem im Nordwesten Sambias. Er dokumentierte die Zusammensetzung der Amphibien- und Reptilienarten dieser Region. 
Wagner arbeitet am Projekt ZamBio – Die Diversität der Amphibien und Reptilien im Luangwatal. Kooperationspartner sind die Zambian Wildlife Authority und die University of Zambia sowie das Livingstone Museum. Darüber hinaus beschäftigt sich Wagner mit der Taxonomie der Agamen und der Herpetogeographie afrikanischer Wälder. Wagner ist unter anderem Co-Autor der Erstbeschreibungen von Cerastes boehmei, einer tunesischen Vipernart, Gloydius rickmersi einer Vipernart aus dem Alai, Cardioglossa occidentalis, eines guineischen Frosches, sowie zahlreicher Agamenarten. Ein weiterer Forschungszweig sind in Bernstein eingeschlossene fossile Echsen.
Er gilt als international anerkannter Fachmann für die Agamen Afrikas, der Arabischen Halbinsel und Zentralasiens.

### Beschriebene Taxa
- Agamidae: Agama finchi Böhme, Wagner, Malonza, Lötters & Köhler, 2005
- Agamidae: Trapelus schmitzi Wagner & Böhme, 2007
- Arthroleptidae: Cardioglossa occidentalis Blackburn et al., 2008
- Scincidae: Lepidothyris hinkeli hinkeli Wagner, Böhme, Pauwels & Schmitz, 2009
- Scincidae: Lepidothyris hinkeli joei Wagner, Böhme, Pauwels & Schmitz, 2009
- Agamidae: Agama lebretoni Wagner, Barej & Schmitz, 2009
- Agamidae: Agama caudospinosa spawlsi Wagner, 2010
- Gekkonidae: Tropiocolotes wolfgangboehmei Wilms, Shobrak & Wagner, 2010
- Viperidae: Cerastes boehmei Wagner & Wilms, 2010
- Agamidae: Agama finchi leucerythrolaema Wagner, Freund, Modrý, Schmitz & Böhme, 2011
- Agamidae: Trapelus boehmei Wagner, Melville, Wilms & Schmitz, 2011
- Agamidae: Trapelus mutabilis poppeki Wagner, Melville, Wilms & Schmitz, 2011
- Agamidae: Agama lucyae  Wagner & Bauer, 2011
- Agamidae: Acanthocercus branchi  Wagner, Greenbaum & Bauer, 2012
- Agamidae: Stellagama Baig, Wagner, Ananjeva & Böhme, 2012
- Agamidae: Paralaudakia Baig, Wagner, Ananjeva & Böhme, 2012
- Scincidae: Acontias schmitzi Wagner, Broadley & Bauer, 2012
- Agamidae: Xenagama wilmsi Wagner, Mazuch & Bauer, 2013
- Gekkonidae: Tropiocolotes nybandensis Krause, Amadzadeh, Moazeni, Wagner & Wilms, 2013
- Agamidae: Agama lanzai Wagner, Leaché, Mazuch & Böhme, 2013
- Agamidae: Agama somalica Wagner, Leaché, Mazuch & Böhme, 2013
- Lacertidae: Adolfus masavaensis Wagner, Greenbaum & Branch, 2014
- Gekkonidae: Hemidactylus coalescens Wagner, Leaché & Fujita, 2014
- Gekkonidae: Hemidactylus kyaboboensis Wagner, Leaché & Fujita, 2014
- Gekkonidae: Hemidactylus eniangii Wagner, Leaché & Fujita, 2014
- Gekkonidae: Hemidactylus biokoensis Wagner, Leaché & Fujita, 2014
- Agamidae: Agama hulbertorum Wagner, 2014
- Viperidae: Gloydius rickmersi Wagner, Tiutenko, Borkin & Simonov, 2016
- Lacertidae: Adolfus mathewsensis Greenbaum et al., 2018
- Albanerpetontidae: Yaksha Daza, Stanley, Bolet, Bauer, Salvador, Cernansky, Bevitt, Wagner & Evans, 2020
- Albanerpetontidae: Yaksha perettii Daza, Stanley, Bolet, Bauer, Salvador, Cernansky, Bevitt, Wagner & Evans, 2020
- Gekkonidae: Cyrtodactylus kulenensis Grismer, Geissler, Neang, Hartmann, Wagner & Poyarkov, 2021
- Agamidae: Protodraco Wagner, Stanley, Daza & Bauer, 2021
- Agamidae: Protodraco monocoli Wagner, Stanley, Daza & Bauer, 2021
- Agamidae: Calotes geissleri Wagner, Ihlow, Hartmann, Flecks, Schmitz & Böhme, 2021
- Agamidae: Calotes goetzi Wagner, Ihlow, Hartmann, Flecks, Schmitz & Böhme, 2021
- Agamidae: Calotes vindumbarbatus Wagner, Ihlow, Hartmann, Flecks, Schmitz & Böhme, 2021
- Agamidae: Acanthocercus margaritae Wagner, Butler, Ceríaco & Bauer, 2021
- Agamidae: Acanthocercus ceriacoi Marques, Parrhinja, Santos, Bandeira, Butler, Sousa, Bauer & Wagner 2022
- Gekkonidae: Tropiocolotes yomtovi Ribeiro-Junior, Tamar, Maza, Flecks, Wagner, Shacham, Calvo, Geniez, Crochet, Koch & Meiri 2022

### Dedikationsname
- Tetramorium philippwagneri Hita-Garcia et al. 2010

## Publikationen (Auswahl)
- Philipp Wagner, Donald G. Broadley, and Aaron M. Bauer (2012): A New Acontine Skink from Zambia (Scincidae: Acontias Cuvier, 1817). – Journal of Herpetology 46: 494–502
- D. C. Blackburn, J. Kosuch, A. Schmitz, M. Burger, P. Wagner, N. L. Gonwouo, A. Hillers., M.-O. Roedel (2008): A New Species of Cardioglossa (Anura: Arthroleptidae) from the Upper Guinean Forests of West Africa. In: Copeia 3, 2008. S. 603–612.
- P. Wagner, J. Köhler, A. Schmitz, W. Böhme: The Biogeographical Assignment of a West Kenyan Rain Forest Remnant: Further Evidence From Analysis of Its Reptile Fauna. In: Journal of Biogeography 35, 2008. S. 1349–1361.
- P. Wagner, T. M. Wilms & A. Schmitz: A Second Specimen of Trapelus schmitzi Wagner & Böhme 2007 (Sauria: Agamidae) and the First Record From Algeria. In: Revue suisse de Zoologie 115 (3), 2008. S. 491–495.
- T. Dujsebajewa, N. Ananjewa, W. Böhme. & P. Wagner: Studies on Specialized Epidermal Derivatives in Iguanian Lizards: II. New Date on the Scalation of the Malagasy Iguanas of the Genus Oplurus (Sauria: Iguanidae). In: Amphibia-Reptilia 30 (1), 2009. S. 89–97.
- P. Wagner, W. Böhme, O. S. G. Pauwels & A. Schmitz: A Review of the African Red-flanked Skinks of the Lygosoma fernandi (BURTON, 1836) species group (Squamata: Scincidae) and the role of climate change in their speciation. In: Zootaxa 2050, 2009. S. 1–30.
- P. Wagner, J. Melville, T.M. Wilms, & A. Schmitz: Opening a box of cryptic taxa? A review of the morphology and current taxonomy of the lizard genus Trapelus (Squamata: Agamidae) in northern Africa and description of a new species. In: Zoological Journal of the Linnean Society 163, 2011. S. 884–912.
- P. Wagner & A.M. Bauer: A new dwarf Agama (Sauria: Agamidae) from Ethiopia. In: Breviora 527, 2011. S. 1–19.
- P. Wagner, A.D. Leaché & M.K. Fujita: Description of four new West African forest geckos of the Hemidactylus fasciatus Gray, 1842 complex, revealed by coalescent species delimitation. In: Bonn zoological Bulletin 63, 2014. S. 1–14.